# Friedrich Wilhelm von Beust
Friedrich Wilhelm von Beust (* 1735; † 25. Oktober 1816) war ein deutscher Domherr des Domstifts Naumburg in der preußischen Provinz Sachsen und Amtshauptmann.

## Leben und Wirken
Er stammte aus dem altmärkischen Adelsgeschlecht von Beust. Seine Eltern waren Carl Friedrich von Beust (* 29. Oktober 1702; † 23. Mai 1782) und dessen Ehefrau Wilhelmine Sophie von Bünau (* 18. Juni 1707; † 6. Oktober 1780), Tochter von Heinrich von Bünau (1648–1720) auf Nimritz.
Beust besaß die vogtländischen Rittergüter Neuensalz, Zobes und Reichstädt. Außer Domherr in Naumburg (Saale) war er Amtshauptmann und adeliger Kreissteuereinnehmer im Vogtländischen Kreis sowie königlich-sächsischer Kammerjunker.
Er heiratete am 21. Januar 1772 Dorothea von Beust († 19. Juni 1788), eine Tochter des Kammerherren Carl Leopold von Beust. Das Paar hatte mehrere Kinder:
- Caroline Wilhelmine Dorothea (* 15. Oktober 1772)
- Carl Christian (* 6. März 1774)
- Friedrich Wilhelm (* 16. August 1775; † September 1775)
- Wilhelm Gottfried (* 27. Oktober 1776)
- Leopold Heinrich (* 17. Mai 1778 in Neuensalz; † 2. Mai 1843), Amtshauptmann ⚭ Christiane Charlotte von Carlowitz (* 24. Dezember 1789; † 9. Januar 1848)
- Frederike Louise Elisabeth (* 1. Oktober 1779; † 7. Oktober 1779)
- Friedrich August (* 4. März 1781)
- Auguste Charlotte Frederike (* 10. Oktober 1782)
- Traugott Leberecht (* 5. August 1784)
- Louise Juliana Henriette (* 24. Januar 1786; † 8. Juli 1858) ⚭ 1810 Hannibal von Herzberg (* 16. April 1783; † 23. April 1866)[1]
- Gustav Adolf (* 17. Juni 1787; † 15. Oktober 1871) ⚭ Emilie von Elterlein, geb. Pfeilhammer (* 1800; † 27. November 1868)[2]